# 荒川桜づつみ河川公園
荒川桜づつみ河川公園（あらかわさくらづつみかせんこうえん）は、福島県福島市にある都市公園。阿武隈川の支川である荒川に隣接する公園で桜並木がある。

## 概要
桜づつみモデル事業の一環として運輸省（現国土交通省）福島河川国道事務所により建設され1992年（平成4年）完成した。福島市中心部を流れる荒川の右岸堤防上、上八木田橋と国道13号福島西道路（西大橋）の間、約1kmにわたりソメイヨシノ約220本が立ち並んでいる。桜並木に沿って遊歩道が整備されており、沿線には遊具やベンチ、東屋が設置されている。福島市内における花見の名所の一つとなっているほか、堤防の下に広がる河原への車両の進入も可能であるため秋の芋煮会のメッカともなっている。更に荒川フェスティバルなどのイベントやバーベキューなどにも用いられる。当地点以西には高層建築物が皆無であるため、西側には吾妻連峰の眺めが広がる。

## 設備
- 複合遊具
- 健康遊具
- スプリング遊具
- トイレ
- 水飲み場
- 四阿
- 駐車場

## 近隣
- 福島市国体記念体育館・福島市役所吉井田支所・福島市吉井田学習センター…これらと合わせ一帯は総合公園のように機能している。
- いちいパワーデポ八木田店・モスバーガー八木田店

## アクセス
- JR福島駅から徒歩約10分
- 東北自動車道福島西インターチェンジから国道115号福島西バイパスを利用し約20分